# Ансария
Ансария, известна още и като Ен Нусайрия (на арабски: جبال النصيرية – Джебел Ансария) е планина в Западна Сирия, простираща се между крайбрежието на Средиземно море на запад и дълбоката тектонска падина на река Ал Аси на изток. Дължина от север на юг около 130 km, ширина до 40 km. На юг, в района на езерото Хомс (на река Ал Аси) чрез ниска (540 m) седловина се свързва с планината Ливан. Максимална височина връх Наби Юнес 1562 m, разположен в северната ѝ част. Изградена е предимно от варовици и има платообразно било. Източните ѝ склонове са много стръмни, а западните – полегати, като постепенно потъват в крайбрежната низина. Годишната сума на валежите по западните ѝ склонове достига до 1500 mm. Над 1200 m н.в. през зимата се задържа снежна покривка. От планината извират малки, къси и пресъхващи през лятото реки, като най-големи са Ес Сарут (ляв приток на Ал Аси, Маркия, Ал Хусейн и Ал Кебир, вливащи се в Средиземно море. По склоновете ѝ са разположени малки горички съставени от дъб, лавър, кипарис, алепски бор и маквиси.